# Sutton-at-Hone and Hawley
Sutton-at-Hone and Hawley es una parroquia civil del distrito de Dartford, en el condado de Kent (Inglaterra).

## Geografía
Según la Oficina Nacional de Estadística británica, Sutton-at-Hone and Hawley tiene una superficie de 7,54 km².

## Demografía
Según el censo de 2001, Sutton-at-Hone and Hawley tenía 4133 habitantes (49,38% varones, 50,62% mujeres) y una densidad de población de 548,14 hab/km². El 20,69% eran menores de 16 años, el 71,55% tenían entre 16 y 74 y el 7,77% eran mayores de 74. La media de edad era de 39,6 años. Del total de habitantes con 16 o más años, el 23,76% estaban solteros, el 62,05% casados y el 14,19% divorciados o viudos.
El 97,17% de los habitantes eran originarios del Reino Unido. El resto de países europeos englobaban al 1,02% de la población, mientras que el 1,81% había nacido en cualquier otro lugar. Según su grupo étnico, el 97,77% eran blancos, el 0,85% mestizos, el 0,94% asiáticos, el 0,27% negros y el 0,17% de cualquier otro salvo chinos. El cristianismo era profesado por el 78,35%, el budismo por el 0,17%, el hinduismo por el 0,22%, el judaísmo por el 0,12%, el islam por el 0,15%, el sijismo por el 0,07% y cualquier otra religión por el 0,22%. El 11,73% no eran religiosos y el 8,98% no marcaron ninguna opción en el censo.
2080 habitantes eran económicamente activos, 2022 de ellos (97,21%) empleados y 58 (2,79%) desempleados. Había 1663 hogares con residentes, 32 vacíos y 3 eran alojamientos vacacionales o segundas residencias.